# Suprakrustale Gesteine
Der Sammelbegriff suprakrustale Gesteine wird in der Geologie für eine Gruppe metamorpher Gesteine verwendet, deren Ursprung aus an der Erdoberfläche ausgeflossenen Vulkaniten und/oder auf der Erdoberfläche abgelagerten Sedimentgesteinen noch erkennbar ist. Eine genauere Eingrenzung der Bildungsbedingungen ist infolge der Metamorphose oft nicht mehr möglich. Verwendet wird der Begriff vor allem für Gesteinsfolgen des Präkambriums.
Im Gegensatz dazu werden Gesteine, die innerhalb der Erdkruste entstanden sind als infra- oder intrakrustale Gesteine bezeichnet. Hierunter fallen die Plutonite und subvulkanischen Gesteine.